# Hyperoodon
Hyperoodon är ett släkte i familjen näbbvalar med två arter.
- Nordlig näbbval (Hyperoodon ampullatus), lever i norra Atlanten från Vita havet och Davis Strait till Engelska kanalen. Ibland vandrar individer till Medelhavet.
- Sydlig näbbval (Hyperoodon planifrons), förekommer kring Antarktis, norrut till Australien, Sydafrika, Brasilien och Chile.

Det vetenskapliga släktnamnet är sammansatt av de gammalgrekiska orden hyper (ovanför) och odous (tand). På grund av en missuppfattning antogs att två utskott i överkäken föreställer tänder.

## Beskrivning
Arterna ser nästan likadana ut och skulle inte kunna skiljas från varandra om de hade samma utbredningsområde. De når vanligen en längd mellan 6 och 8 meter (som längst 9,8 meter) och hannar är något längre än honor. Kroppsfärgen ändras med åldern. Ungdjur är mörkgrå till svarta, i medelåldern är de gulbruna med prickar; äldre individer är nästan helt gula eller vita. Unga hannar har ofta två stora tänder i underkäken. Äldre hannar och honor har vanligen små eller inga funktionella tänder. I huvudet finns ett ämne som liknar kaskelotens valrav.
Individerna stannar vanligen i öppna havet och dyker 30 till 45 minuter under sitt sökande efter föda. Rekordet ligger vid två timmar, men betvivlas av några zoologer. Födan utgörs främst av bläckfiskar och andra blötdjur samt av små fiskar. De bildar allmänt små grupper av 2 till 4 individer som ibland förenas till flockar med 25 medlemmar. Honor föder sin kalv under våren eller tidiga sommaren.
IUCN listar den sydliga näbbvalen som livskraftig (LC), medan det råder brist på data (DD) beträffande den nordliga arten.